# 카왈리

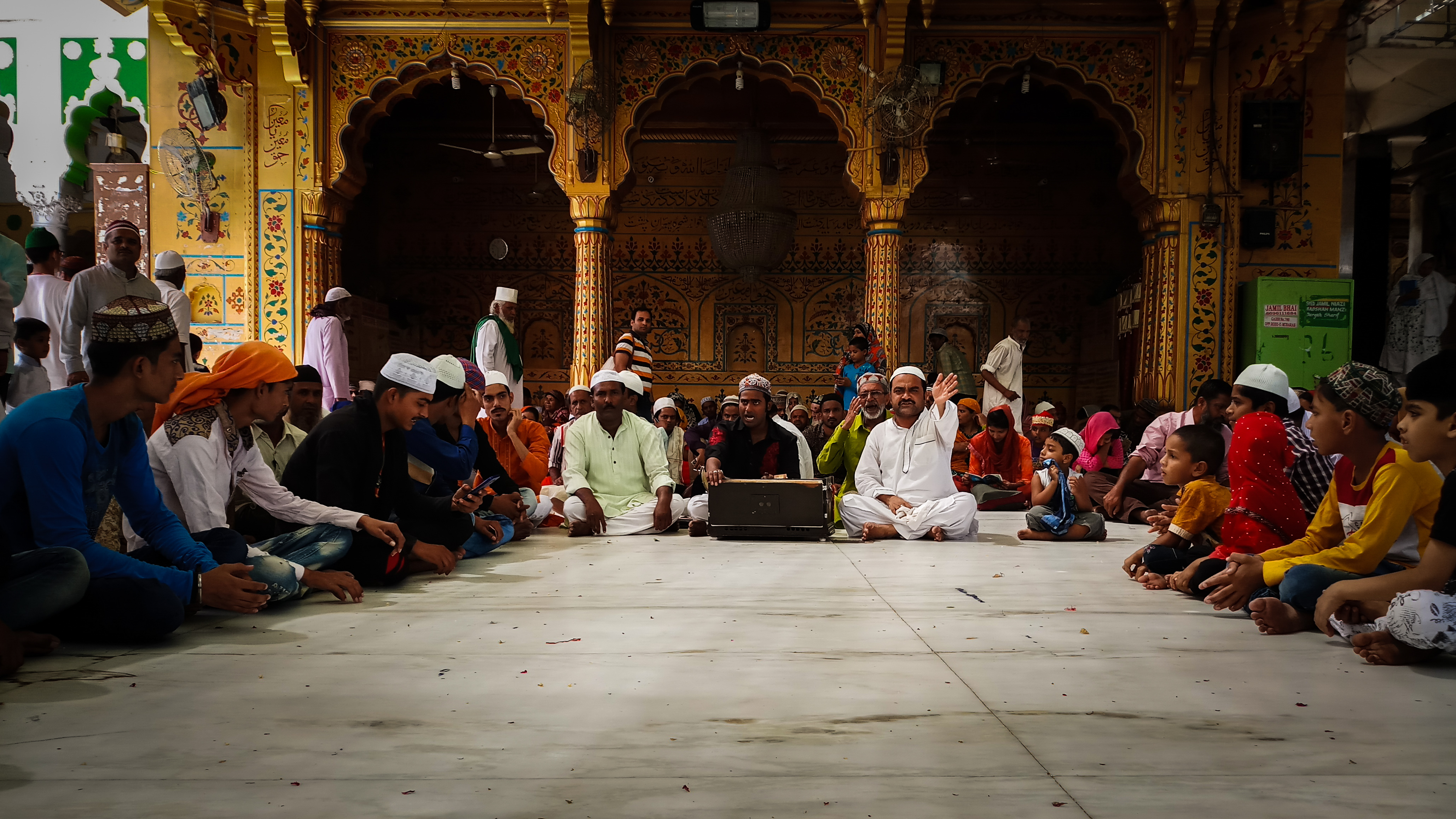
아즈메르 샤리프 다르가의 카왈리

카왈리(우르두어: قوّالی, 펀자브어: ਕ਼ੱਵਾਲੀ, 힌디어: क़व्वाली, 벵골어: কাওয়ালি, 파슈토어: قاووالی)는 인도 아대륙에서 유래한 수피즘 이슬람교의 헌신적인 노래의 한 형태이며, 파키스탄의 펀자브주와 신드주에서 특히 인기가 있고, 하이데라바드, 델리 그리고 인도의 다른 지역, 특히 북인도, 방글라데시의 다카, 치타공주에서 특히 인기가 있다.
원래 남아시아 전역의 수피즘 사당이나 다가에서 공연되었던 이 작품은 20세기 후반에 주류적 인기와 국제적인 관객을 얻었다. 카왈리 음악은 아지즈 미안, 누스라트 파테 알리 칸, 사브리 브라더스의 작품을 통해 국제적인 주목을 받은 것은 리얼 월드 레이블에 여러 차례 공개된 데 이어 WOMAD 페스티벌에도 생중계된 영향이 컸다. 다른 유명한 카왈리 가수로는 파예드 아야즈 & 아부 무함마드, 라핫 파테 알리 칸, 바다르 미안다드, 리즈완 & 모아잠 듀오, 암자드 사브리, 와달리 브라더스, 니자미 반후, 바호딘 쿠트부딘, 쿠트비 브라더스 등이 있다. 누스라트 파테 알리 칸, 파리드 아야즈 & 아부 무함마드를 포함한 대부분의 현대 카왈리 가수들은 델리에 기반을 둔 유명한 '카왈 바콩카 가라나' 학교에 소속되어 있다.

## 노래 내용
카왈리 레퍼토리를 구성하는 노래는 주로 페르시아어, 우르두어, 힌디어, 벵골어, 펀자브어로 되어 있다. 페르시아어에는 무굴 시대의 사라이키어와 브라즈 바샤와 아와히어 같은 북인도 방언들이 있다. 일부 지역 언어에도 카왈리가 있지만 지역 언어 전통은 상대적으로 불분명하다. 또한, 지역 언어 카왈리의 소리는 주류 카왈리의 소리와는 완전히 다를 수 있다. 예를 들어, 누스라트 파테 알리 칸의 카왈리보다는 벵골 바울 음악에 훨씬 더 가까운 노래 스타일이 초트 바부 카왈에게 분명히 적용된다.
비록 가사가 때때로 심하게 세속적이거나 노골적인 쾌락주의적으로 들릴 수 있지만, 시는 그것의 의미에 있어 영적인 것으로 암시적으로 이해된다. 카왈리의 중심 주제는 사랑, 헌신, 그리움이다.

## 카왈리 파티의 구성
파티(또는 우르두어의 훔나와)라고 불리는 카왈리 음악가 그룹은 일반적으로 리드 싱어, 사이드 싱어, 풍금, 타악기를 포함한 8, 9명의 남성으로 구성되어 있다. 타악기 연주자가 한 명뿐이라면, 그는 타블라와 드홀락을 연주하는데, 보통 타블라를 지배적인 손으로 연주하고 다른 타블라를 연주한다(즉 왼손 타악기 연주자는 왼손으로 타블라를 연주한다). 종종 두 명의 타악기 연주자가 있을 것인데, 이 경우 한 명은 타블라를 연주하고 다른 한 명은 드홀락을 연주할 수 있다. 주요 구절을 반복하고 손뼉을 치며 타악기를 돕는 네다섯 명의 남성 합창도 있다.
연주자들은 두 줄로 땅바닥에 다리를 꼬고 앉아 있는데, 맨 앞줄에는 리드 싱어, 사이드 싱어, 풍금 연주자, 맨 뒷줄에는 코러스, 타악기 연주자 등이 있다.
꽤 최근의 풍금 도입 이전에, 카왈리는 대개 사랑기와 동반되었다. 사랑기는 노래 사이에 다시 맞춰져야만 했고, 풍금은 그렇지 않았고, 곧 선호되었다.
여성들은 전통적으로 남성들 앞에서 노래하는 것이 금지되었기 때문에 전통적인 이슬람 음악에서 제외되었다. 그러나 이러한 전통은 아비다 파르베인과 같은 여성 가수들의 인기(그리고 수용)에서 명백하게 나타났다. 하지만, 카왈리는 독점적인 남성 사업체로 남아있다. 아직도 주류 여성 카왈은 없다. 카피 가수 아비다 파르베인이 점점 더 많은 카왈리 기술을 그녀의 공연에 포함시켰지만, 그녀는 여전히 카왈리 가수로 여겨지지 않는다.

## 관련 논문
- 유영민, 〈리추얼 사운드에서 월드뮤직으로: 이슬람 사운드의 교차와 변모〉, 《이화음악논집》 25-4, 이화여자대학교 음악연구소, 2021년의 3장

## 같이 보기
- 인도의 음악